# 4륜형 증기 기관차
4륜형 증기 기관차는 1906년 4월에 도입된 대한민국 최초의 증기 기관차로, 경의선에 투입된 차량이다. 차륜 배치는 0-4-0이며, 탱크형 증기 기관차이다.

## 역사
사륜형 증기 기관차는 당시 급거 공사를 마친 경의선에 쓰기 위하여 미국으로부터 도입한 중고품 기관차이다. 경부철도회사가 아닌 당시 일본군의 군용 철도차량으로 도입된 것이다. 원 제작사는 독일의 호엔촐레른(Hohenzollern) 사로 알려져 있으며, 제조일은 1889년으로 알려져 있다. 이는 모가형보다 더 오래된 것이다. 다만, 4륜형 증기 기관차의 도입처와 도입 경위에 대해서는 불명확한 부분이 다수 존재하기에, 이러한 언급의 정확도는 확언할 수 없다 그러나 일본에서는 동일한 형식의 기관차가 현존하며 4륜형과 비슷한 시기에 같은 제작사에서 도입되었다는 것을 확인할 수 있다.
이 차량의 기록은 1906년 통감부에 의해 경부철도주식회사의 차량 및 시설과, 군용철도의 차량 및 시설이 인수되면서 그 존재가 언급되고 있다. 그러나, 이후 이 차량의 사용이나 행방에 대해서는 불명확하다. 총 2량이 존재하였으며, 이후 추가 도입이 이루어지지 않았다. 1925년 말 총 3량을 보유 중인 것으로 기록되어 있으나 1량이 추가로 도입되었는지 단순한 오기인지는 불명확하다.
차량의 규격 이외의 상세한 구조 및 특징에 대해서는 전혀 확인되지 않고 있다.

## 운행 구간
도입 당시부터 경의선에 투입, 운행하였다. 1906년 통감부로의 기관차 인계 당시에도 경의선에 배속되었다. 이후 일제 강점기의 운행 상황은 불명이다. 추정컨대, 입환 또는 단거리 수송에 사용된 것으로 생각된다.